# باتريشيا سبيرز جونز
باتريشيا سبيرز جونز (بالإنجليزية: Patricia Spears Jones)‏ (1951)؛ كاتِبة وشاعرة أمريكية.